# アポロ9号
アポロ9号は、アメリカ合衆国のアポロ計画における三度目の有人宇宙飛行である。アポロ司令・機械船を月着陸船とともにフルセットで打ち上げるのは、これが初めてだった。ジェームズ・マクディビット (James McDivitt) 船長、デイヴィッド・スコット (David Scott) 司令船操縦士、ラッセル・シュワイカート (Rusty Schweickart) 月着陸船操縦士の三名の宇宙飛行士は、着陸船のロケットエンジン・宇宙服の生命維持装置・航法装置・ドッキング操作など、月面着陸において重要となるいくつもの要素について試験を行った。またサターンV型ロケットを使用して有人飛行を行うのは、これが二度目であった。
1969年3月3日に打ち上げ後、飛行士たちは軌道上で10日間を過ごし、その間に月着陸船による初の有人飛行や、二度の船外活動を行った。またこの間に実行された人間が搭乗した宇宙船 (司令船と月着陸船) 同士のランデブーとドッキングは、史上二度目となるものであった (史上初のドッキングはこの2ヶ月前にソビエト連邦のソユーズ4号と5号によって行われ、飛行士が船外活動で宇宙船を乗り移った)。この飛行により月着陸船の安全性が証明され、後のアポロ10号の飛行で、アポロ計画の究極の目的である月面着陸への準備が整うこととなった。

## 搭乗員
| 地位                                                                                  | 飛行士                                                        | 飛行士                                                        |
| ------------------------------------------------------------------------------------- | ------------------------------------------------------------- | ------------------------------------------------------------- |
| 船長                                                                                  | ジェームズ・マクディビット (James McDivitt) 二回目の宇宙飛行  | ジェームズ・マクディビット (James McDivitt) 二回目の宇宙飛行  |
| 司令船操縦士                                                                          | デイヴィッド・スコット (David Scott) 二回目の宇宙飛行         | デイヴィッド・スコット (David Scott) 二回目の宇宙飛行         |
| 月着陸船操縦士                                                                        | ラッセル・シュワイカート (Rusty Schweickart) 一回目の宇宙飛行 | ラッセル・シュワイカート (Rusty Schweickart) 一回目の宇宙飛行 |
| アポロ8号と同様、飛行士はジェミニ計画のベテラン飛行士二名と新人一名で構成されていた。 |                                                               |                                                               |

### 予備搭乗員
| 地位                                                 | 飛行士                                                                       | 飛行士                                                                       |
| ---------------------------------------------------- | ---------------------------------------------------------------------------- | ---------------------------------------------------------------------------- |
| 船長                                                 | ピート・コンラッド (Charles Pete Conrad, Jr)                                 | ピート・コンラッド (Charles Pete Conrad, Jr)                                 |
| 司令船操縦士                                         | リチャード・ゴードン (Richard F. Gordon, Jr.)                                | リチャード・ゴードン (Richard F. Gordon, Jr.)                                |
| 月着陸船操縦士                                       | クリフトン・ウィリアムズ (Clifton C. Williams) アラン・ビーン (Alan L. Bean) | クリフトン・ウィリアムズ (Clifton C. Williams) アラン・ビーン (Alan L. Bean) |
| この予備搭乗員たちは、アポロ12号の本搭乗員となった。 |                                                                              |                                                                              |

### 支援飛行士
- フレッド・ヘイズ (Fred W. Haise, Jr)
- ジャック・ルーズマ (Jack R. Lousma)
- エドガー・ミッチェル (Edgar D. Mitchell)
- アルフレッド・ウォールデン (Alfred M. Worden)

### 飛行主任
- ジーン・クランツ (Gene Kranz)、白チーム主任
- ジェラルド・グリフィン (Gerald D. Griffin)、金チーム主任
- ピート・フランク (Pete Frank)、オレンジチーム主任

## 飛行の概要
- 質量: 司令・機械船 26,801 kg、月着陸船 14,575 kg
- 近地点: 189.5 km
- 遠地点: 192.4 km
- 軌道傾斜角: 32.57°
- 軌道周期: 88.64 分

### 司令・機械船と着陸船とのドッキング
- ドッキング切り離し：1969年3月7日 12:39:36 UTC
- 再ドッキング：1969年3月7日 19:02:26 UTC

### 船外活動
- シュワイカート - 船外活動 - 着陸船前方ハッチからの船外活動
  - 開始時間：1969年3月6日 16:45:00 UTC
  - 終了時間：1969年3月6日 17:52:00 UTC
  - 活動時間：1時間07分
- スコット - ハッチから半身を乗り出しての船外活動 - 司令船側方ハッチから
  - 開始時間：1969年3月6日 17:01:00 UTC
  - 終了時間：1969年3月6日 18:02:00 UTC
  - 活動時間：1時間01分

## 当初の計画
マクディヴィット、スコット、シュワイカートの三名は、当初はAS-204の指定番号が与えられているアポロ1号の予備搭乗員に任命されていた。1号にはガス・グリソム (Gus Grissom)、エドワード・ホワイト (Edward Higgins White)、ロジャー・チャフィー (Roger Chaffee) が搭乗し、1966年後半に司令・機械船による初の地球周回試験飛行を行う予定になっていた。またこの後には、ウォルター・シラー (Wally Schirra)、ウォルター・カニンガム (Walter Cunningham)、ドン・エイゼル (Donn F. Eisele) が搭乗するAS-205が予定されていた。
だが司令・機械船の開発が遅れたことでAS-204の飛行は1967年にずれ込んでしまい、これによりAS-205は1966年にキャンセルされた。シラーのチームはグリソムたちの予備搭乗員に任命され、代わってマクディヴィットのチームが新たな飛行の本搭乗員に昇格した。マクディヴィットたちが搭乗する新たな飛行では、司令・機械船および月着陸船の完成形を2機のサターンIB型ロケットで別々に地球周回軌道に打ち上げ、ランデブーとドッキングをすることになっていた。
彼らは直ちに、新たにAS-205/208の指定番号が与えられた、1967年後半に発射が予定されているこの飛行の訓練を始めた。
1967年1月27日、グリソムたちは2月21日に発射が予定されている1号の飛行の予行演習ともいえる最終調整を、発射台上で行っていた。そのとき突然、電気系統のショートが原因と見られる火花が発生し、司令船内は瞬く間に炎に包まれた。三人の飛行士は逃げる間もなく、アメリカの宇宙開発史上初めての犠牲者となった。この事故によりアポロ計画は18ヶ月に及ぶ停滞を余儀なくされ、安全上の問題点が数多く指摘された司令船は根本から設計を見直された。
だが仮に1号の事故がなかったとしても、AS-205/208の発射は不可能だった。着陸船の開発は遅れていて、ようやく初の無人飛行が行われたのは1968年1月のことであった。この18ヶ月間を、NASAは遅れていた着陸船とサターン5型ロケットの開発と無人試験に充てることができた。
有人飛行計画の進行は1967年10月までには再開され、翌1968年10月にはシラーのチームがアポロ7号として、「C計画」と呼ばれるアポロ宇宙船による初の地球周回飛行を行った。またこの年の12月にはマクディヴィットのチームが2機のサターンIBではなく1機のサターン5型を使用する「D計画」と呼ばれる飛行を行い、さらに1969年初頭にはフランク・ボーマン (Frank Borman)、マイケル・コリンズ (Michael Collins)、ウィリアム・アンダース (William Anders) が搭乗して地球をより高い軌道で周回する「E計画」が行われることになっていた。
だが相続く着陸船の開発トラブルによりD計画は1969年の春まで実行することが不可能になったため、NASAは8号をサターン5型を使って司令・着陸船のみを月を周回させる飛行に変更し、E計画は不要であるとしてキャンセルされた。一方でマクディヴィットのチームはこの間ずっと着陸船初飛行のための訓練を続けており、彼も着陸船の飛行をしたいという希望を個人的に表明していたため、ボーマンとマクディヴィットのチームが交代し、D計画がアポロ9号となった。
この搭乗員のシフトの交代は、誰が最初に月面に降り立つかということにも影響を与えた。8号と9号の飛行士が交代されたとき、その予備搭乗員もまたシフトチェンジされたのである。搭乗員シフトのルールでは、予備搭乗員に任命された飛行士たちはその三つ後の飛行での本搭乗員となるのが原則だった。そのためボーマンたちの予備だったニール・アームストロング (Neil Armstrong) のグループが史上初の月面着陸をするアポロ11号の本搭乗員となり、また本来は11号に搭乗する予定だったピート・コンラッド (Charles Pete Conrad, Jr) のグループは、史上二度目の着陸となるアポロ12号で飛行することになったのである。

## 主要な任務

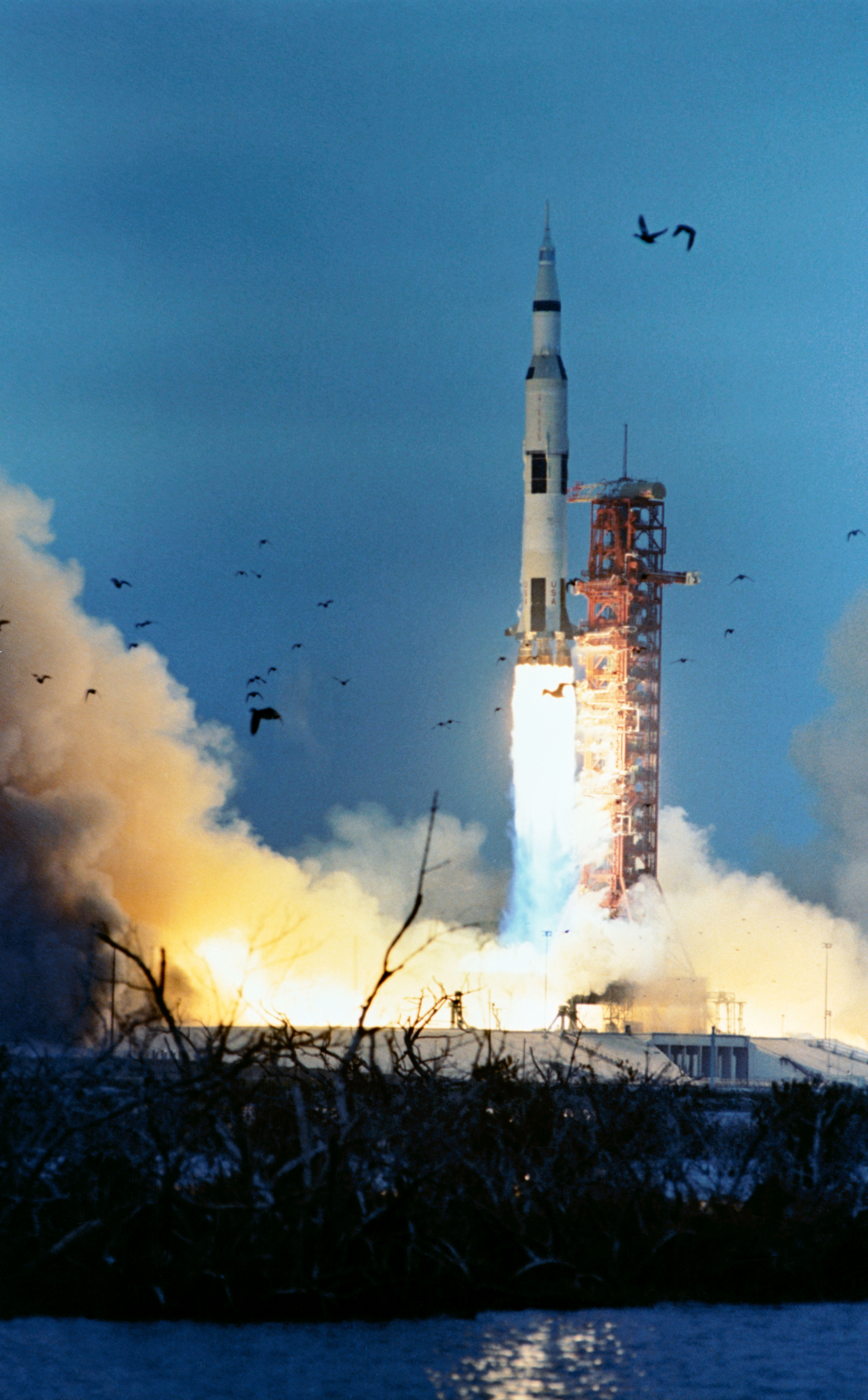
ケネディ宇宙センターから発射されるアポロ9号。1969年3月3日

アポロ9号は、司令・機械船およびサターン5型ロケットの他に、月着陸船というアポロ計画の遂行においてきわめて重要となる第三の機器を搭載した、いわば「アポロ宇宙船」を初めてフルセットで装備して打ち上げられた飛行であった。
またこの飛行では、史上初めてランデブーとドッキングのあとに飛行士が船内を移動して宇宙船を乗り移った (ソユーズ4号と5号では、飛行士は宇宙遊泳をして移動した)。飛行士たちは10日間にわたり司令・機械船と着陸船を操縦し、月飛行で予定されているような軌道上での両船のドッキングや切り離しの試験を続けた。9号はアポロ宇宙船がこのような重要な任務を十分にやりこなせ、月面着陸をする飛行士たちの生命を預けるに足りるものであることを証明した。
アポロ計画ではこの9号から最後の17号に至るまで、飛行士たちは自らが乗る宇宙船に名称を与えることが許された (最後に宇宙船に命名されたのはジェミニ3号だった)。ちなみに9号では着陸船はそのひょろ長い形態から「蜘蛛 (Spider)」、司令・機械船は「ガムドロップ (Gumdrop)」と命名された。由来はその円錐形の形態と、ケネディ宇宙センターに運ばれてきたとき青色の保護膜で包装されていたことによる。またこの名称は、それぞれが独立して飛行するときの無線でのコールサイン (呼び名) としても使用された。
シュワイカートとスコットは船外活動を実行した。シュワイカートが実施したのは「Apollo/Skylab A7L」という新型宇宙服の性能試験で、これは従来のように宇宙船からホースで酸素を供給されるのではなく、独自の生命維持装置を持っているものである。またその間、スコットは司令船のハッチから身を乗り出してシュワイカートの姿をフィルムに収めていた。シュワイカートは宇宙服の性能試験のためにさらに広範囲な活動を行い、また緊急時に着陸船から司令船に船外活動で乗り移るのが可能であることを実証しようとしたが、宇宙酔いを患ったためにそれ以上の試験は中止された。

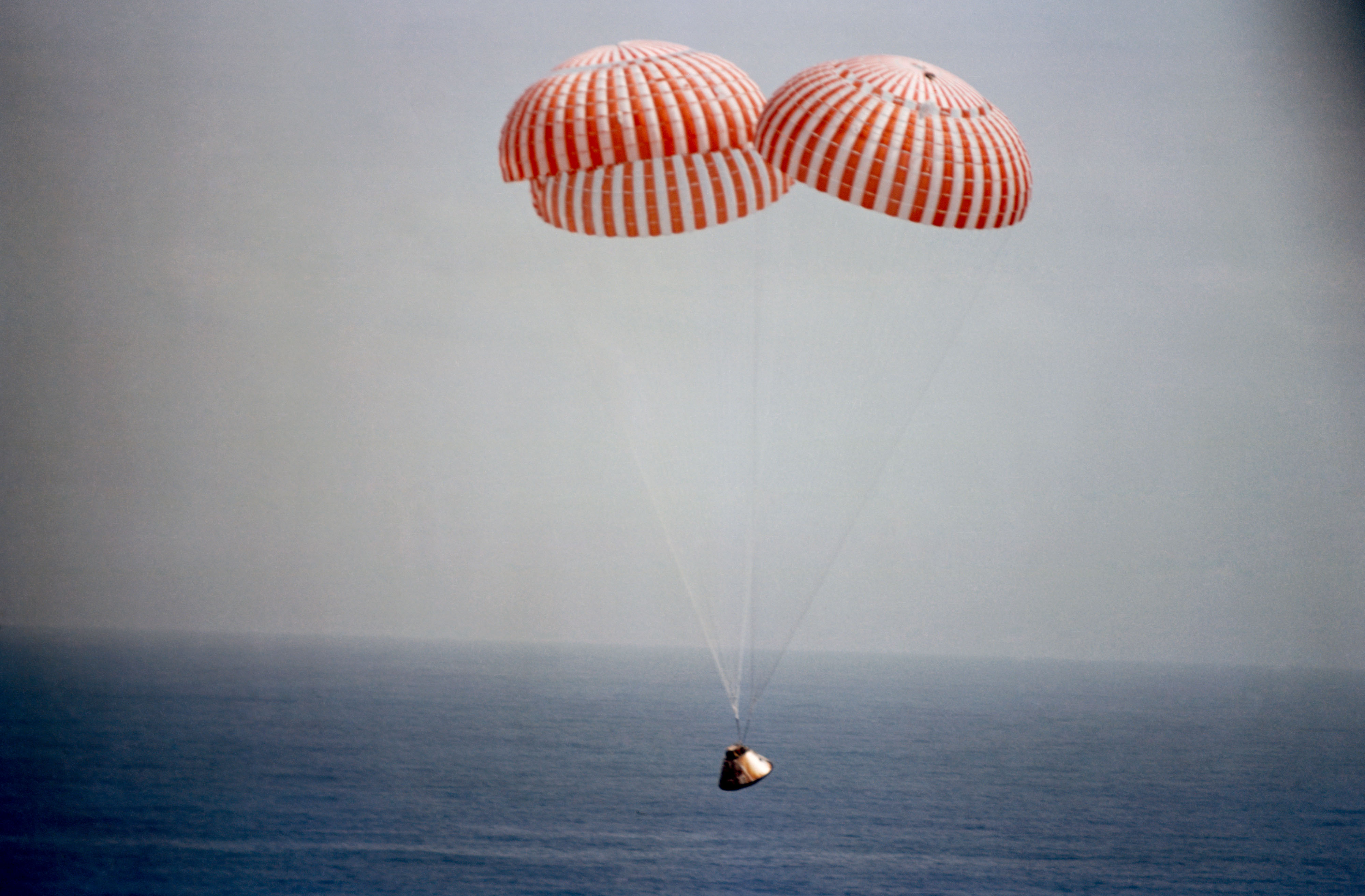
大西洋に着水する直前の9号。1969年3月13日。

マクディヴィットとシュワイカートはその後着陸船の試験飛行を行い、地球周回軌道上で分離とドッキングの操作をした。このとき着陸船は下降段のロケットエンジンを噴射して「ガムドロップ」から最大で111マイル (179km) 離れ、その後下降段を分離し、上昇段のエンジンを噴射して再び司令・機械船に接近した。またこのときの飛行は、地球帰還のための装備を一切持たない宇宙船で軌道上を周回した初の実例となった。
着水点はバハマ諸島の東方北緯23度15分、西経67度56分で、回収船ガダルカナルから肉眼で確認できるほど正確な帰還だった。またアポロ計画で大西洋に帰還したのは9号が最後であった。
司令船はその後ミシガン州ジャクソンの科学センターに、同所が2004年4月に閉鎖されるまで展示され、同年5月にサンディエゴ航空宇宙博物館に移転された。着陸船上昇段は1981年10月23日に、下降段 (国際衛星識別符号1969-018D) は1969年3月22日に大気圏に再突入して分解した。サターン5型ロケット第三段S-IVBは着陸船の抽出が終わった後にJ-2ロケットエンジンが再点火され、燃料が枯渇するまでエンジンを噴射して太陽を周回する軌道に乗せられた。
S-IVBはその後宇宙ごみとなり、永遠に太陽を周り続けることとなった。2014年3月現在、軌道上に存在していることが確認されている。

## 計画の記章と宇宙船の名称
計画の記章では、円形の生地の中にUSAの文字が書かれたサターン5型ロケットが描かれている。その右側には司令・機械船と着陸船が描かれているが、司令船のドッキング装置は着陸船のドッキング受け入れ用のポートではなく、船外活動で出入りするための前方ハッチに向けられている。また司令・機械船のエンジンからは、周回する軌跡が描かれている。外周の上部にはふち取りに沿って飛行士の名前が、下部にはローマ数字とともに「APOLLO IX」の計画番号が書かれている。マクディヴィットの名前の「D」の中は赤い色で満たされているが、これは9号がアポロ計画における「D計画」と呼ばれる飛行であることを表している。この記章は、ロックウェル・インターナショナル社のアレン・スティーブンス (Allen Stevens) がデザインした。
飛行士が宇宙船に命名することを許されたのは、ジェミニ計画で最初の有人飛行が行われて以来のことであった。これは9号が、別々の宇宙船が同時に飛行するという性格のものであるため、両者の混同を避ける必要があったからである。着陸船の「スパイダー (クモ)」はその虫のような形態から、また司令船の「ガムドロップ」は飴玉のような形態から名付けられた。

## 飛行過程
| T + Time (経過時間) | 事象                                                             | 燃焼時間 | 速度増減     | 軌道               |
| ------------------- | ---------------------------------------------------------------- | -------- | ------------ | ------------------ |
| T + 00:00:00        | 発射                                                             |          |              |                    |
| T + 00:02:14.34     | 第一段S-IC中央エンジン燃焼終了                                   | 141秒    |              |                    |
| T + 00:02:42.76     | 第一段燃焼終了                                                   | 169秒    |              |                    |
| T + 00:02:45.16     | 第二段S-II点火                                                   |          |              |                    |
| T + 00:03:13.5      | 第二段接合リング分離                                             |          |              |                    |
| T + 00:03:18.3      | 緊急脱出用ロケット分離                                           |          |              |                    |
| T + 00:08:56.22     | 第二段燃焼終了                                                   |          |              |                    |
| T + 00:08:57        | 第二段燃焼終了および分離、第三段S-IVB点火                        |          |              |                    |
| T + 00:11:04.66     | 第三段燃焼終了、軌道投入                                         | 127.4秒  |              | 191.3 × 189.5 km   |
| T + 02:41:16        | 司令・機械船と第三段分離                                         |          |              |                    |
| T + 03:01:59.3      | 司令・機械船と着陸船ドッキング                                   |          |              |                    |
| T + 04:08:09        | 第三段分離                                                       |          |              |                    |
| T + 05:59:01.07     | 機械船主エンジン (Service Propulsion System, SPS) 第一回燃焼試験 | 5.1秒    | +10.4 m/s    | 234.1 × 200.7 km   |
| T + 22:13:04.07     | 第二回SPS燃焼試験                                                | 110秒    | +259.2 m/s   | 351.5 × 199.5 km   |
| T + 25:17:39.27     | 第三回SPS燃焼試験                                                | 281.6秒  | +782.6 m/s   | 503.4 × 202.6 km   |
| T + 28:24:41.37     | 第四回SPS燃焼試験                                                | 28.2秒   | -91.45 m/s   | 502.8 × 202.4 km   |
| T + 49:41:34.46     | 着陸船降下用エンジン (Descent Propulsion System, DPS) 燃焼試験   | 369.7秒  | -530.1 m/s   | 499.3 × 202.2 km   |
| T + 54:26:12.27     | 第五回SPS燃焼試験                                                | 43.3秒   | -175.6 m/s   | 239.3 × 229.3 km   |
| T + 92:39:36        | 司令・機械船と着陸船のドッキング切り離し                         |          |              |                    |
| T + 93:02:54        | 司令・機械船の着陸船との分離操作                                 | 10.9秒   | -1.5 m/s     |                    |
| T + 93:47:35.4      | 着陸船DPS段階操作                                                | 18.6秒   | +27.6 m/s    | 253.5 × 207 km     |
| T + 95:39:08.6      | 着陸船DPS軌道投入操作                                            | 22.2秒   | +13.1 m/s    | 257.2 × 248.2 km   |
| T + 96:16:06.54     | 着陸船同心同期開始操作、降下段分離                               | 30.3秒   | -12.2 m/s    | 255.2 × 208.9 km   |
| T + 96:58:15        | 着陸船上昇用エンジン (Ascent Propulsion System, APS) 微噴射      | 2.9秒    | -12.6 m/s    | 215.6 × 207.2 km   |
| T + 97:57:59        | 再ドッキングのための着陸船エンジン噴射                           | 34.7秒   | +6.8 m/s     | 232.8 × 208.5 km   |
| T + 99:02:26        | 再ドッキング                                                     |          |              |                    |
| T + 101:22:45       | 着陸船上昇段分離                                                 |          |              |                    |
| T + 101:32:44       | 着陸船上昇段との分離操作                                         | 7.2秒    | +0.9 m/s     | 235.7 × 224.6 km   |
| T + 101:53:15.4     | 着陸船上昇段大気圏再突入、分解                                   | 350秒    | +1,643.2 m/s | 6,934.4 × 230.6 km |
| T + 123:25:06.97    | 第六回SPS燃焼試験                                                | 1.29秒   | -11.5 m/s    | 222.6 × 195.2 km   |
| T + 169:39:00.36    | 第七回SPS燃焼試験                                                | 25秒     | +199.6 m/s   | 463.4 × 181.1 km   |
| T + 240:31:14.84    | 帰還のための逆噴射                                               | 11.6秒   | -99.1 m/s    | 442.2 × -7.8 km    |
| T + 240:36:03.8     | 司令船と機械船分離                                               |          |              |                    |
| T + 241:00:54       | 着水                                                             |          |              |                    |

## 写真

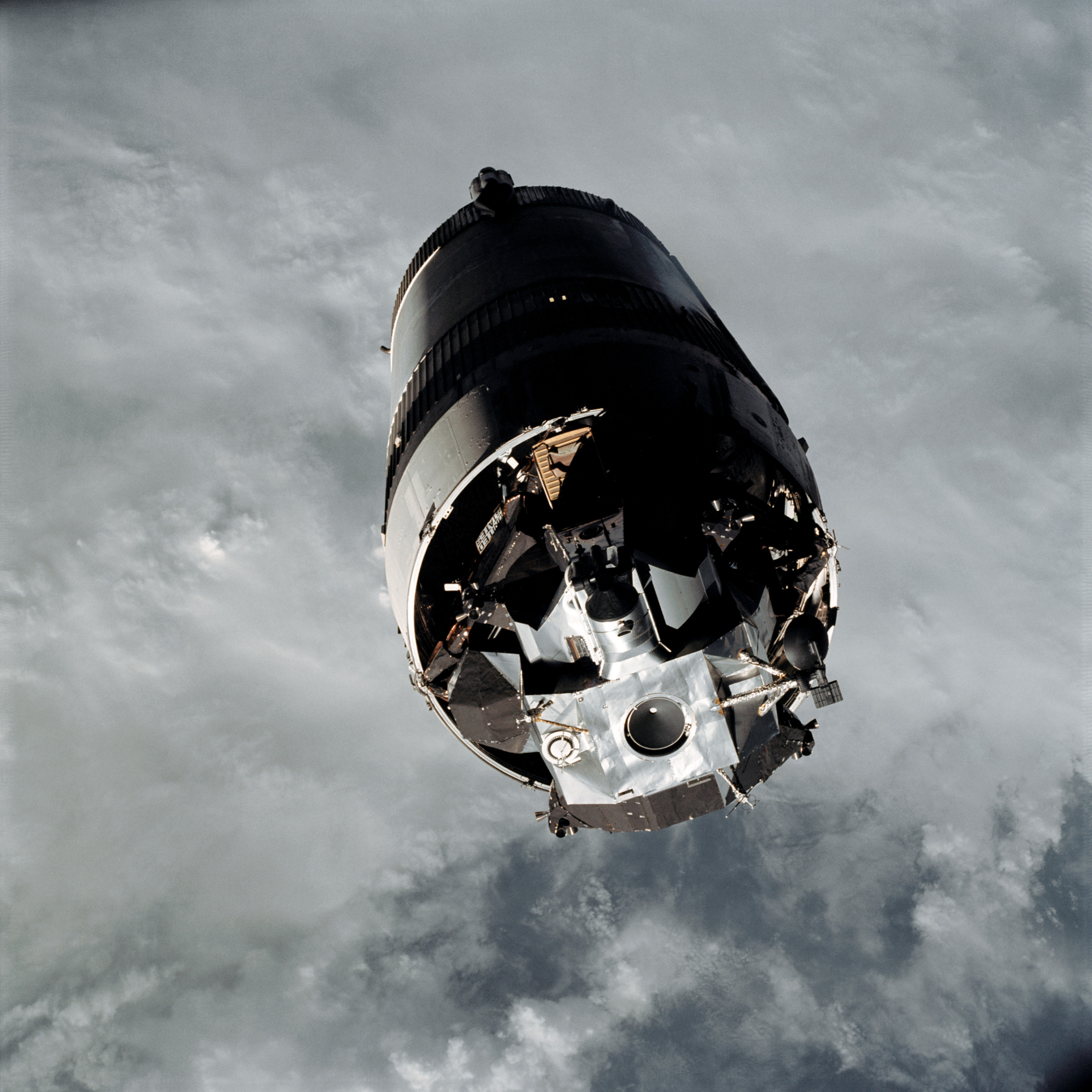
第三段S-IVBから取り出される前の月着陸船
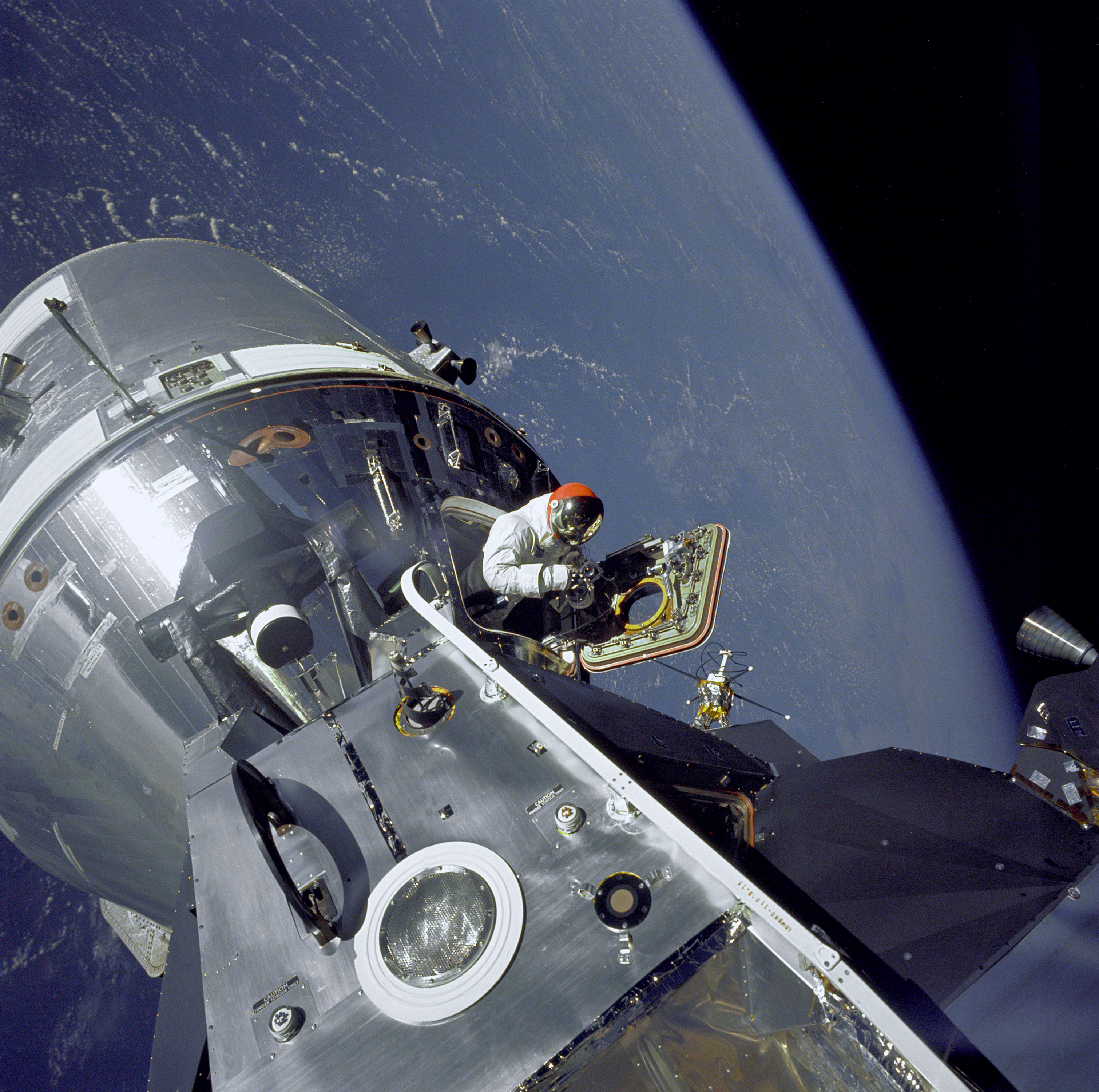
司令船のハッチで作業をするスコット飛行士
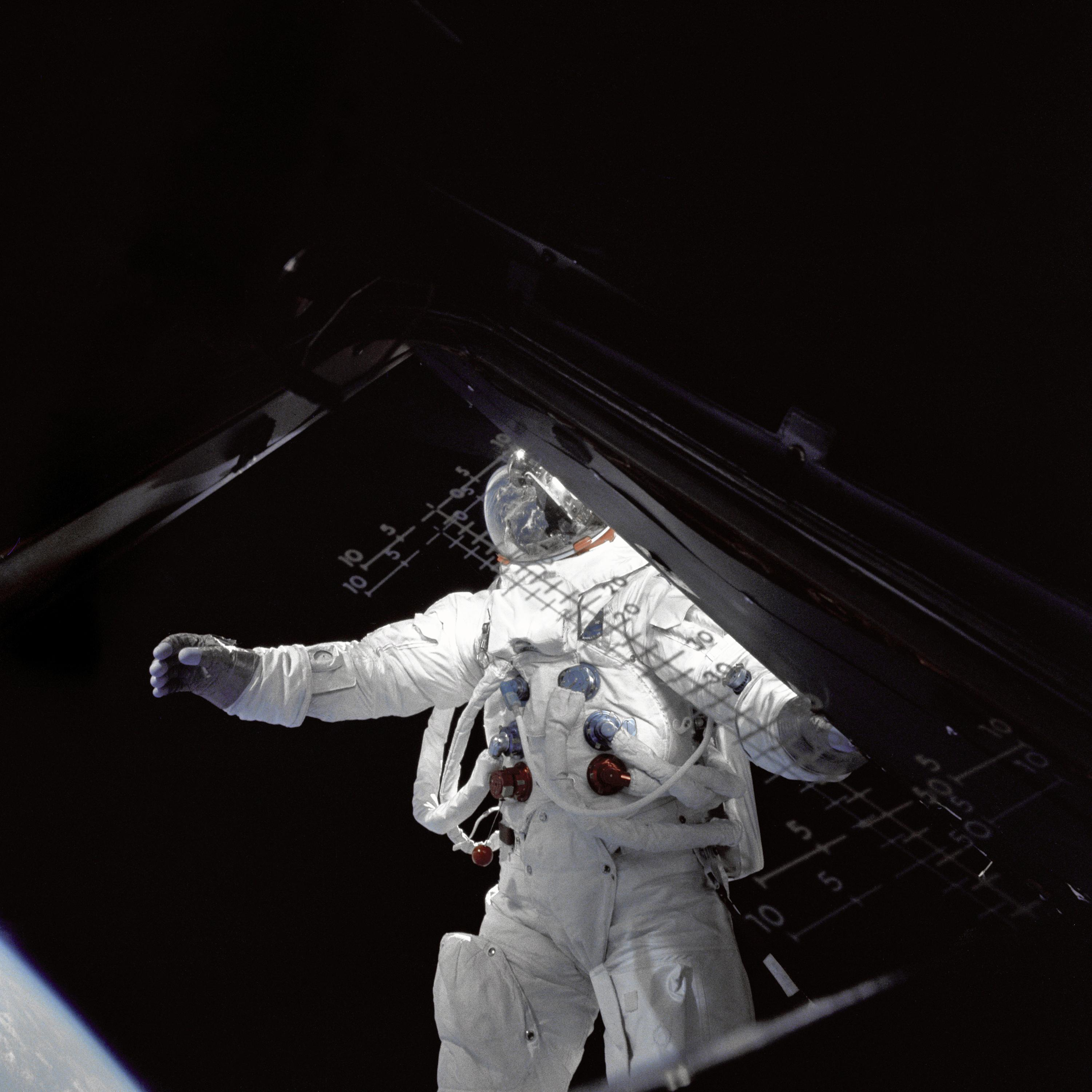
飛行4日目、船外活動で着陸船「スパイダー」の出入り口に立つシュワイカート船長
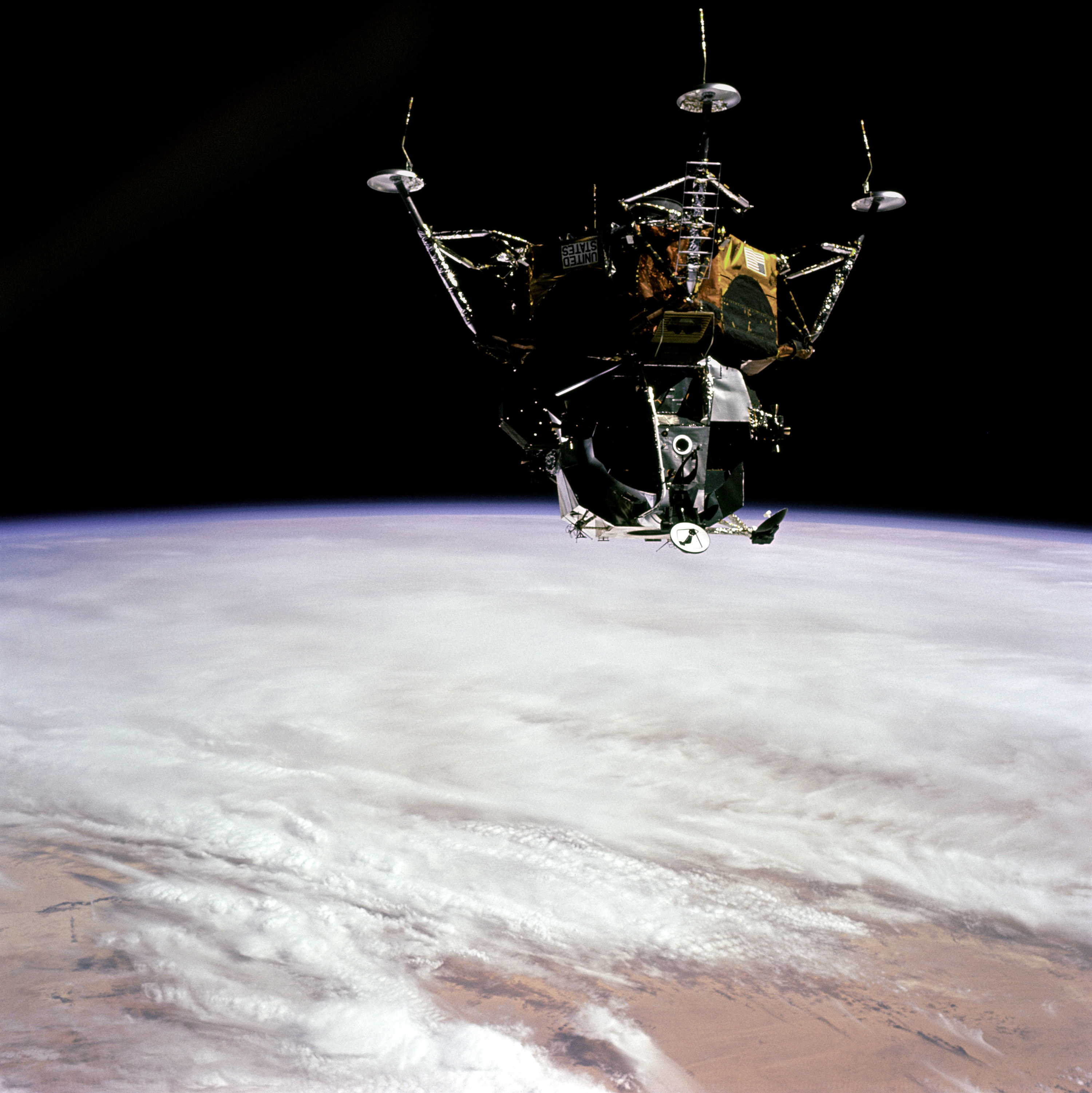
着陸船「スパイダー (クモ)」
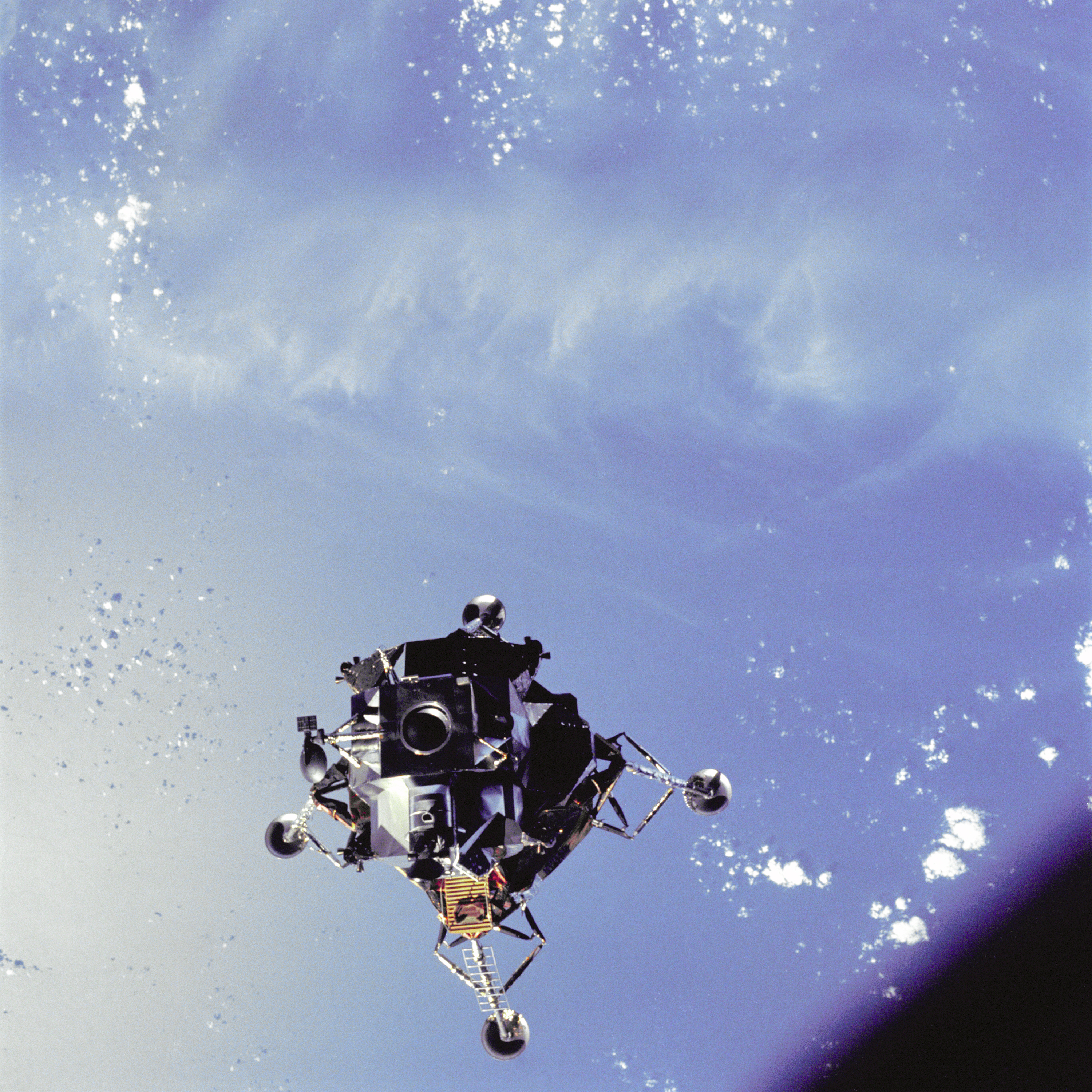
海を背景にするスパイダー
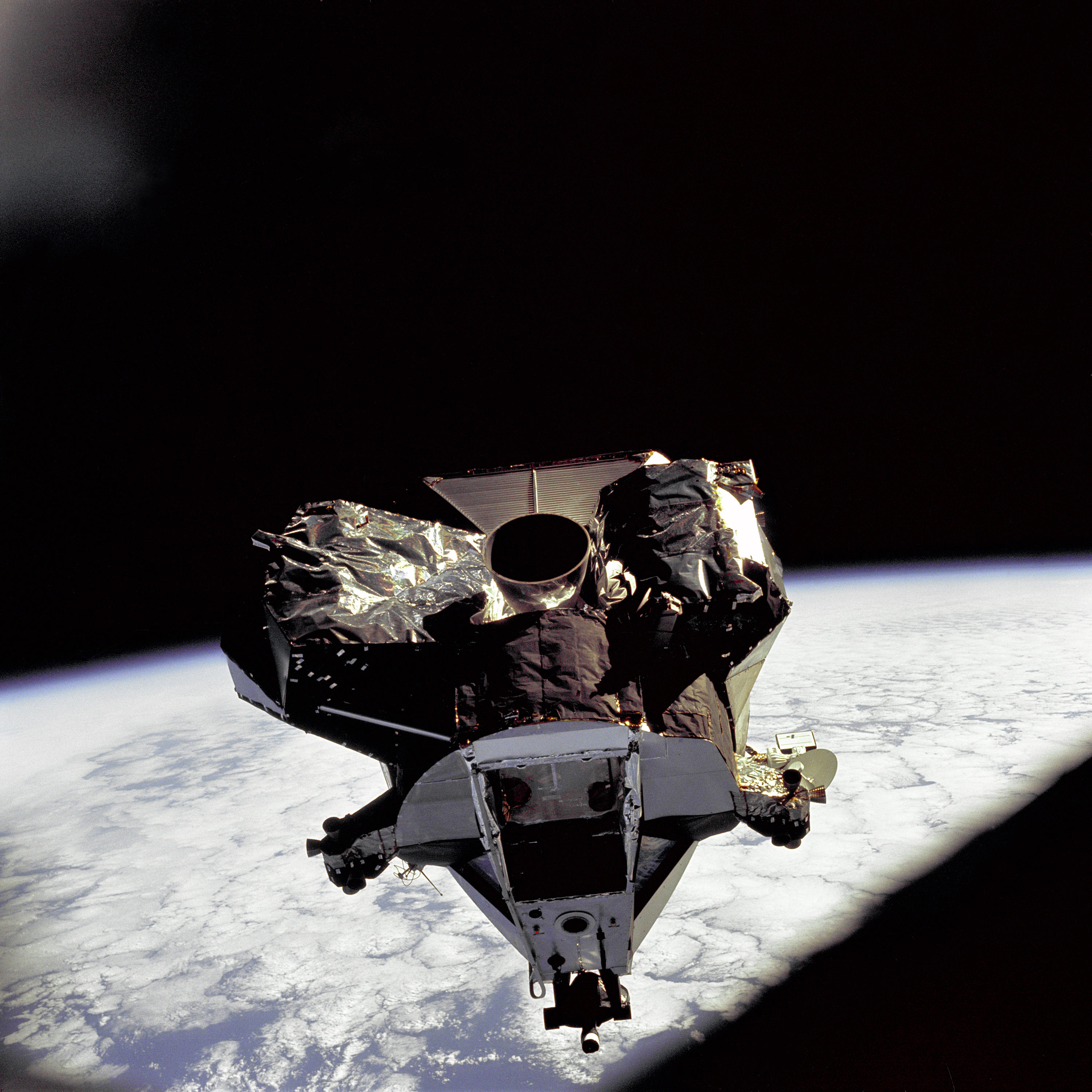
飛行5日目、スパイダーの上昇段

## 宇宙船の現在の状態

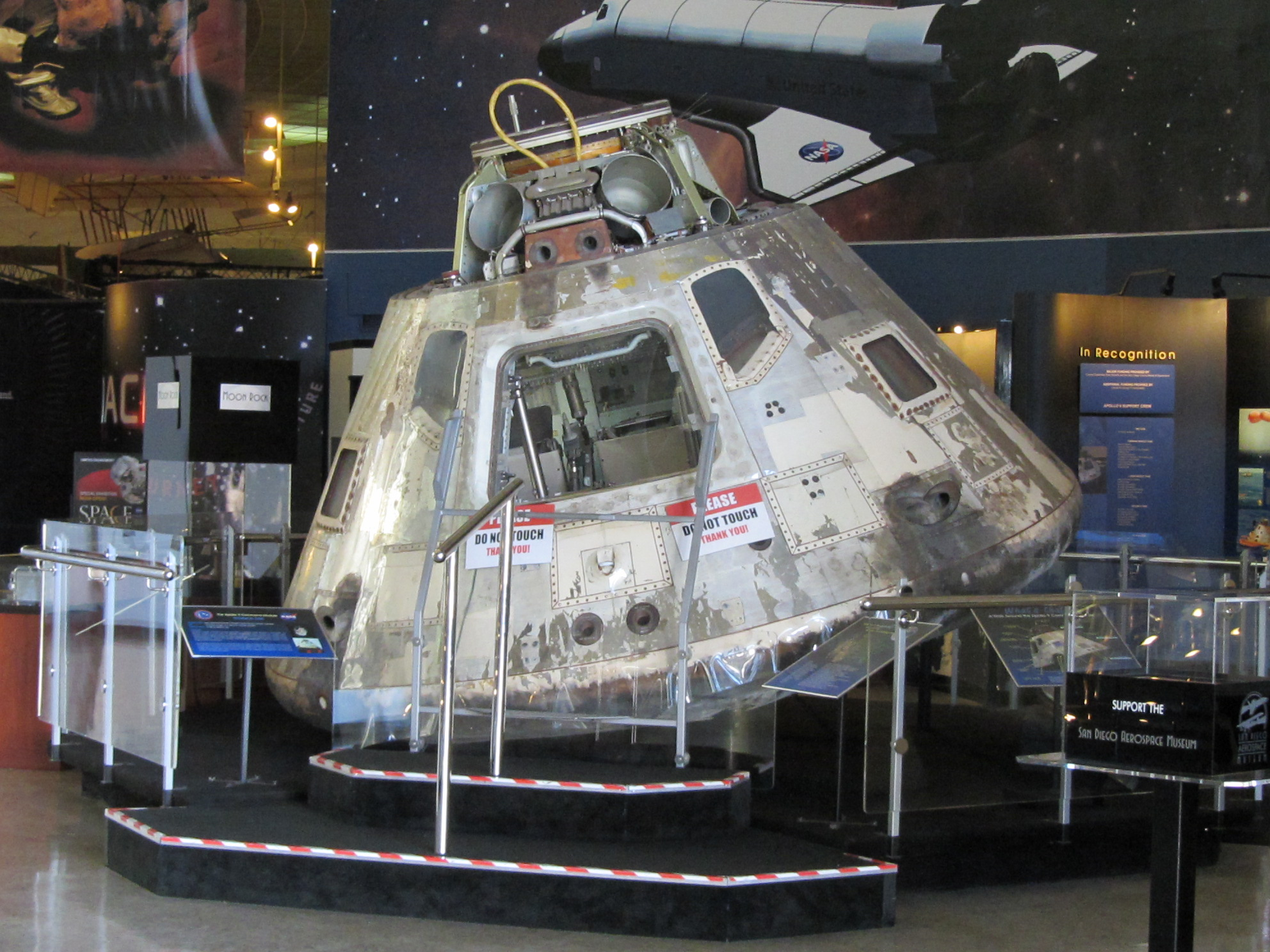
サンディエゴ航空宇宙博物館に展示されているアポロ9号司令船

9号の司令船 (国際衛星識別符号1969-018A) は、現在はカリフォルニア州サンディエゴのサンディエゴ航空宇宙博物館に展示されている。機械船は逆噴射直後に切り離され、大気圏突入時の高温で分解し消滅した。
着陸船スパイダーの上昇段1969-018Aは1981年10月23日に、下降段1969-018Dは1969年3月22日に、それぞれ大気圏に再突入して消滅した。
サターン5型ロケット第三段1969-018Bは、2014年現在太陽周回軌道上に存在していることが確認されている。